# Carl Gustaf von Rosen
Carl Gustaf von Rosen, född 19 augusti 1909 på Rockelsta i Helgesta socken, död 13 juli 1977 nära Gode i Etiopien, var en svensk greve, pilot, grundare av det etiopiska flygvapnet, hjälpflygare i Afrika under 1950- och 1970-talen och en av pionjärerna inom svenskt flyg.

## Biografi
von Rosen var elev vid Lundsbergs skola 1920-1926, genomgick AB Aeromateriels flygskola 1929 samt tog flygcertifikatprov samma år. Han tog trafikflygarexamen 1934 och ägnade sig tiden därefter bland annat åt flyguppvisningsverksamhet. Efter att ha hört en föreläsning av Gunnar Agge i oktober 1935 som avhandlade konflikten mellan Italien och Etiopien erbjöd sig von Rosen att ställa sig och sitt flygplan till Röda Korsets förfogande i Etiopien som sambands- och ambulansflygplan. Han var anställd vid Svenska Röda korsets Abessinienambulans 1935 samt pilot hos Etiopiens Röda kors och League of Nations' Union, London, 1935–1936. Han fick befälet över kejsar Haile Selassies personliga flygplan, vars kapacitet för ambulansflyg var större.

### Andra världskriget
Vid tiden för andra världskrigets utbrott tjänstgjorde von Rosen som flygkapten vid KLM och sökte sig då till Finland, där han med hjälp av en DC-2 han köpt av KLM utförde ett bombuppdrag mot Sovjetunionen 1940. Efter finska vinterkriget var han flygkapten hos AB Aerotransport (ABA) 1940-1946 och lärare med furirs grad i instrumentflygning i svenska flygvapnet 1944.

#### Anklagelser för smuggling av naziplundrat gods till Sverige
I en rapport från 1945 från amerikanska legationen i Stockholm uttalas att Carl Gustaf von Rosen sannolikt hjälpt den blivande tyske riksmarskalken Hermann Göring att till Sverige smuggla naziplundrat gods. Görings svenska kontakter var bland andra Carl Gustaf von Rosens föräldrar och han hade tidigare varit gift med von Rosens moster. Inga bevis för detta framkom vid en undersökning 1997.

### Uppbyggnad av det etiopiska flygvapnet
Efter andra världskriget tillfrågades von Rosen av kejsare Haile Selassie om han kunde bygga upp det etiopiska flygvapnet vilket han också var verksam med från 1946 med överstes grad i det kejserliga etiopiska flygvapnet. Han begärde 1956 avsked främst på grund av samarbetssvårigheter, både med etiopiska myndigheter och med svenska yrkesofficerare. Han sökte sig tillbaka till trafikflyget och fick arbete som driftschef vid Transair Sweden AB 1957 och var flygkapten där från 1959.

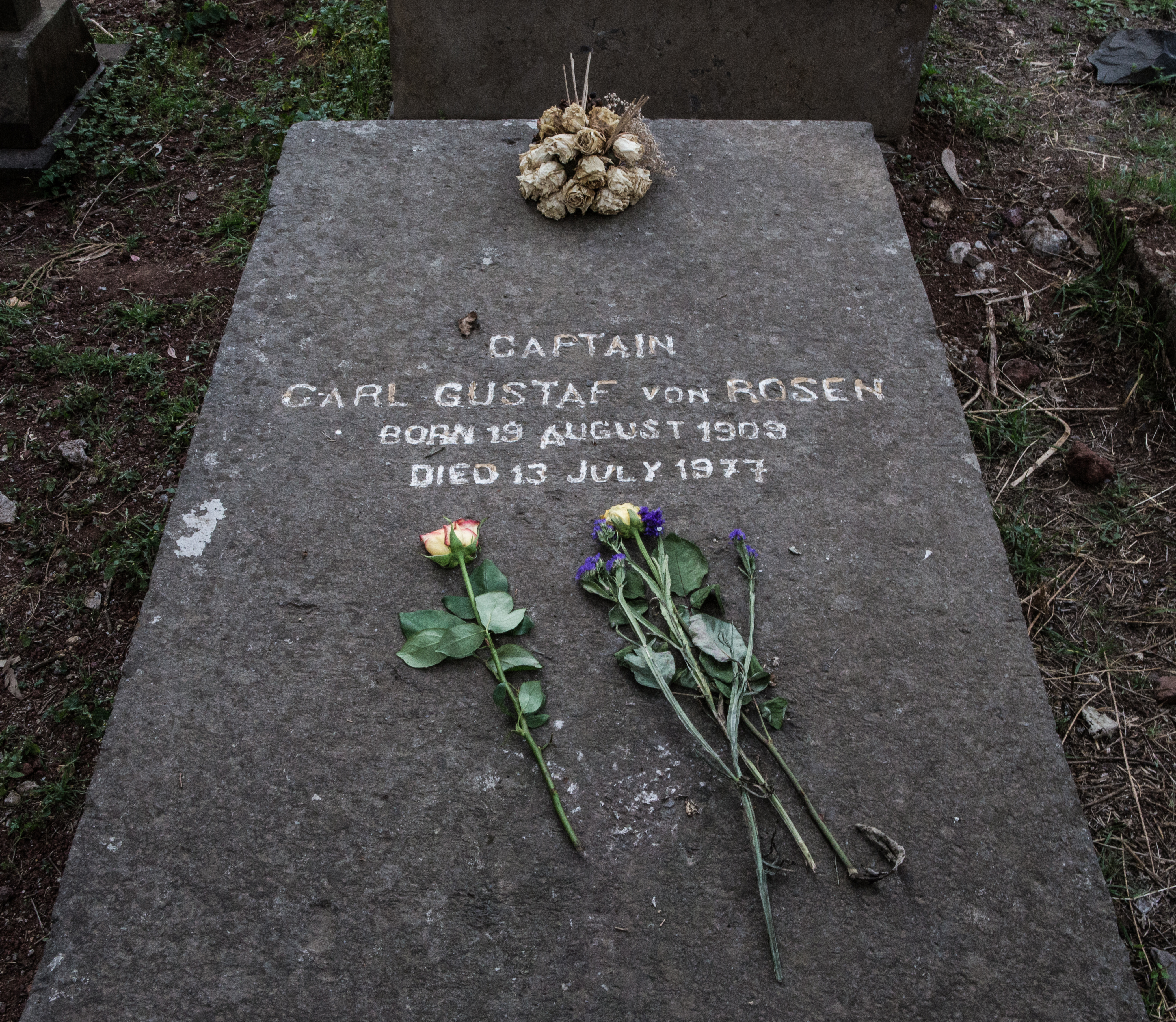
Carl Gustaf von Rosens grav i Addis Abeba, några dagar efter alla helgons dag 2015

### Verksamhet under Biafrakriget och därefter
Under Biafrakriget 1967–1970 flög von Rosen hjälpsändningar, men han skapade också ett litet flygvapen med små MFI-9B Militrainerflygplan. Efter export till Frankrike beväpnades planen i hemlighet med attackraketer och flögs därefter över till Afrika för att delta i konflikten i Nigeria. Insatsen blev förhållandevis framgångsrik, det biafranska flygvapnet förstörde nigerianska stridsflygplan och hämmade därmed flygattacker mot biafransk militär och civilbefolkning.
Perioden 1975–1977 bedrev von Rosen "matbombningar", det vill säga livsmedelsdistribution till otillgängliga områden för att undsätta isolerade nödlidande, i Etiopien med ett antal MFI-17 Supporter. Den 13 juli 1977 dödades han i ett granatanfall mot huset där han befann sig i staden Gode i den sydöstra delen av landet i samband med det så kallade Ogadenkriget mellan Etiopien och Somalia. Han tilldelades KSAK:s guldmedalj med vingar 1947.
Han ligger begravd på Ferenji Cemetery i stadsdelen Gulele i Addis Abeba.

## Privatliv
Carl Gustaf von Rosen var son till greve Eric von Rosen och friherrinnan Mary Fock. Brodern Björn (1905–1989) var författare, grafiker och målare och systern Birgitta Wolf (1913–2009) författare och människorättskämpe. Han var gift första gången 1932–1936 med Stina Maria Theresia (Mille) Wijkmark (1911–1994), dotter till Axel Wijkmark, andra gången 1938–1943 med Johanna (Hanny) Franciena Krijgsman (1912–1949) och tredje gången från 1943 med Gunvor Lilian Martin (1917–2009), dotter till konstnären Seth Martin och friherrinnan Lily Fock. von Rosen var far till Nils Gustaf (1932–2012), Margaretha (född 1938), Yvonne (född 1940), Astrid (född 1945), Eric (född 1950) och Carl (född 1953).

## Utmärkelser
von Rosens utmärkelser:
- Riddare av Vasaorden (RVO)
- Kungliga Svenska Aeroklubbens medalj i guld med vingar (KSAKGMmv, dessförinnan KSAKSM och KSAKGM)
- Kommendör av Etiopiska Menelik II:s orden (KEtMenO)
- Finska Frihetskorsets orden av 3. klass med svärd (FFrK3klmsv)
- Finsk krigsminnesmedalj med svärd och spänne (FMMmsvosp)
- Etiopiska Röda korsets stora guldmedalj (EtRKstGM)
- Etiopisk guldmedalj (EtGM)
- Finsk sjukvårdsmedalj i silver (FSMsjv)